# نیزکی
شهر نیزکی (به آلمانی: Niesky) در ایالت زاکسن در کشور آلمان واقع شده‌است.